# Glucosamina
La glucosamina (C₆H13NO₅) és un aminosucre i un precursor prominent de la síntesi bioquímica de lípids i proteïnes glicosilades. La glucosamina forma part de l'estructura dels polisacàrids quitina i quitosan, els quals componen l'exoesquelet dels crustacis i altres artròpodes i les parets cel·lulars dels fongs i d'altres organismes superiors. La glucosamina és un dels monosacàrids més abundants a la biosfera. Es produeix comercialment mitjançant la hidròlisi dels exoesquelets, o bé, més rarament, mitjançant la fermentació de cereals com el blat o l'ordi. Als EUA és un dels productes naturals no minerals i no vitamínics més utilitzats pels adults com a medicina complementària o alternativa.

Estructura del quitosan, polisacàrid format per subunitats de glucosamina.

## Bioquímica

Alfa-D-glucosamina

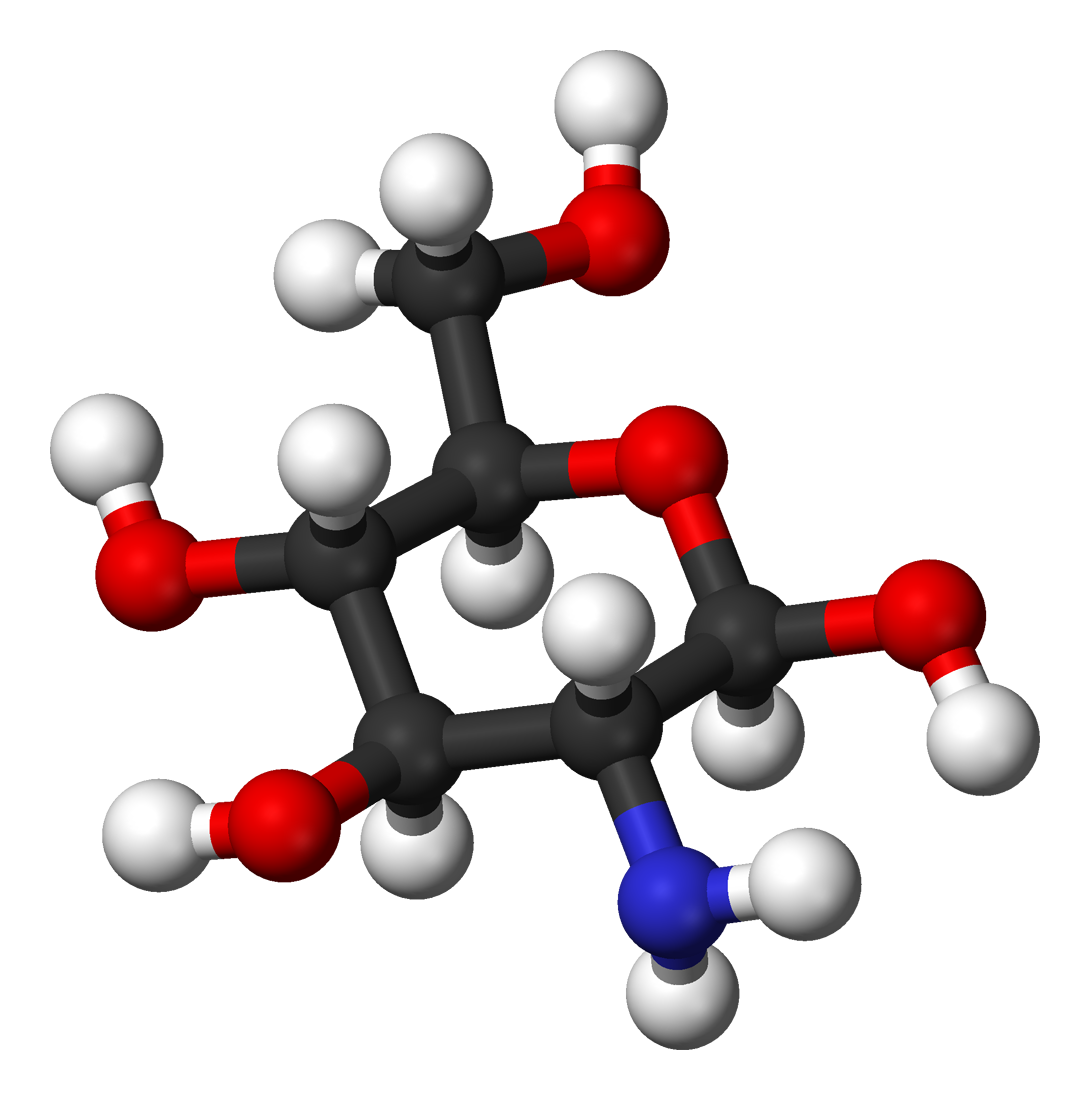
Beta-D-glucosamina, estructura de boles

La glucosamina va ser preparada per primera vegada pel doctor Georg Ledderhose mitjançant la hidròlisi de quitina amb àcid clorhídric concentrat l'any 1876, però la seva estereoquímica no es va acabar de definir fins als treballs de Walter Haworth l'any 1939. La d-glucosamina es produeix de manera natural en forma de glucosamina-6-fosfat, i és el precursor bioquímic de tots els sucres nitrogenats. Específicament, la glucosamina-6-fosfat se sintetitza a partir de fructosa-6-fosfat i glutamina, com a primer pas de la via biosintètica de l'hexosamina. El producte final d'aquesta via és la UDP-N-acetilglucosamina (UDP-GlcNAc), la qual s'utilitza posteriorment per a produir glicosaminoglicans, proteoglicans i glicolípids.
Com que la formació de glicosamina-6-fosfat constitueix el primer pas per a la síntesi d'aquests productes, la glucosamina es considera important en la regulació de la seva producció; tot i així, resta incerta la manera en què es regula la via biosintètica de l'hexosamina i si aquesta pot contribuir en l'aparició de malalties humanes.

## Efectes sanitaris
Tenint en compte que la glucosamina és una precursora dels glicosaminocans, i que els glicosaminocans són el component majoritari del cartílag colindan, els suplements de glucosamina podrien, a priori, ajudar a prevenir la degeneració del cartílag i tractar l'artrosi.
Les anàlisis in vitro de la glucosamina han revelat que aquesta inhibeix les característiques de la cèl·lula cartilaginosa. Però hi ha dubtes respecte a la seva eficàcia clínica. L'any 2005, una metanàlisi de la glucosamina per a l'artrosi feta per Cochrane Collaboration, va demostrar que només les preparacions Rotta (incloent-hi estudis més antics), havien trobat efectes beneficiosos per al dolor i la millora funcional. Una metanàlisi publicada al British Medical Journal el 2010 ha mostrat que és ineficaç.
Els estudis que revelen efectes beneficiosos, utilitzen generalment glucosamina sulfat. El sulfat de condroïtina s'utilitza ocasionalment en conjunció amb la glucosamina; i de fet, estudis en animals han suggerit que la condroïtina pot incrementar la seva eficàcia.

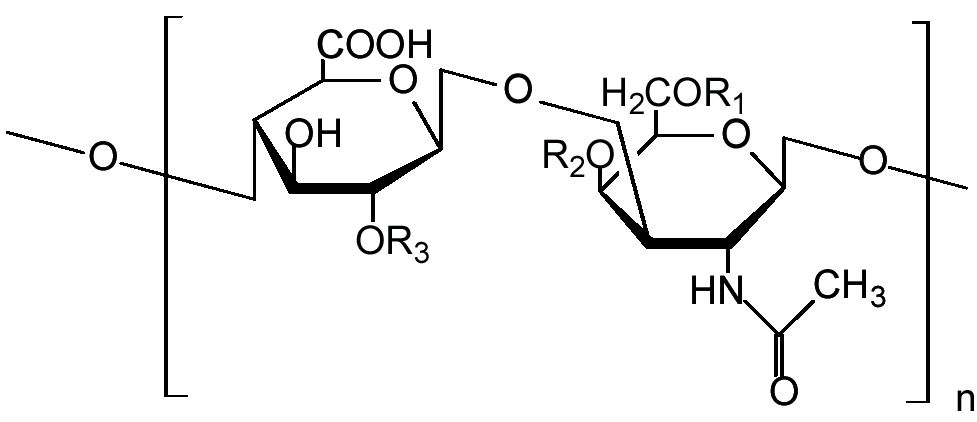
Condritin sulfat.

## Indicacions
La glucosamina oral està comercialitzada com a tractament de l'artrosi. Les formes de la glucosamina més venudes són sulfat de glucosamina i la glucosamina clorhídrica. La glucosamina sovint es ven combinada amb uns altres suplements com el sulfat de condroïtina i el metilsulfonil sulfat; però cal tindre present que poden passar setmanes i fins i tot mesos fins que es comencen a apreciar les millores simptomàtiques.
La glucosamina és una medicina alternativa utilitzada pels seus consumidors com a tractament de l'artrosi. També s'utilitza extensament a la veterinària, i com a suplement no regulat però àmpliament acceptat.

## Posologia
La dosi habitual de la sal de glucosamina són 1500 mg diaris. La glucosamina conté un grup amino carregat positivament a pH fisiològic, per tant, l'anió inclòs a la sal pot variar. La quantitat de glucosamina present a 1500 mg de sal de glucosamina dependrà de quin anió sigui present i de si hi ha incloses sals addicionals a la planificació de la seva síntesi artificial. La glucosamina i la condroïtina són «candidats aparentment pobres per a l'absorció a través de la pell», mentre que el metabòlit de la glucosamina N-acetil-d-glucosamina (NAG, de l'anglès N-acetylglucosamine) sembla un candidat millor. L'habilitat del NAG per permeabilitzar la pell s'atribueix a l'etanol i al dimetil sulfòxid (DMSO), que s'utilitza als medicaments de veterinària, però l'ús del qual no es permet als humans.

## Contraindicacions
Estudis clínics han demostrat consistentment que la glucosamina sembla segura.

### Al·lèrgia
Pel fet que la glucosamina deriva generalment dels mol·luscs, les persones al·lèrgiques als mol·luscs haurien d'evitar-la; de totes maneres, com que la glucosamina deriva de les closques d'aquests animals mentre l'al·lergen es troba a la seva carn, probablement sigui segura fins i tot per a aquelles persones al·lèrgiques als mol·luscs. També hi ha disponibles fonts alternatives basades en la fermentació de fongs o de blat.

### El metabolisme de la glucosa
L'excés de glucosamina pot contribuir a la diabetis, interferint la regulació normal de la via biosintètica de l'hexosamina; tot i que algunes investigacions no n'han trobat cap prova. Un estudi d'Anderson et al. el 2005 resumeix els efectes de la glucosamina sobre els de la glucosa en estudis in vitro, els efectes de l'administració de grans dosis de glucosamina oral en animals, i els efectes de suplementar la glucosamina amb les dosis normals recomanades en humans; concloent que la glucosamina no provoca intolerància a la glucosa i no té efectes documentats sobre el seu metabolisme. Els autors d'aquestexperiment (Anderson et al.) van ser finançats per Cargill Incorporated Eddyville, IA (una fàbrica de glucosamina), fet que quedava reflectit a l'apartat de reconeixements de l'article que descriu la seva recerca. Altres estudis fets amb individus obesos o prims van concloure que la glucosamina oral en dosis estàndard no millora ni empitjora significativament la resistència a la insulina ni la disfunció endotelial.

## Legislació

### Estats Units d'Amèrica (EUA)
Als EUA, la glucosamina no està aprovada per l'Administració d'Aliments i Fàrmacs (FDA, de l'anglès Food and Drug Administration) per a l'ús mèdic en humans. Com que en aquell país la glucosamina està classificada com a suplement dietètic, la seva seguretat i formulació són responsabilitat total del fabricant. No calen proves de seguretat i eficàcia si no s'anuncia com a tractament per a condicions de salut amb recepta mèdica. Els Instituts Nacionals de Salut estatunidencs (NIH, de l'anglès National Institutes of Health) està duent a terme un estudi sobre la glucosamina suplementària en pacients obesos, ja que aquest sector de la població és particularment sensible als efectes de la glucosamina sobre la resistència a la insulina.

### Europa
A Europa, la glucosamina està aprovada com a medicament i es ven en forma de sulfat de glucosamina. En aquest cas, calen proves de seguretat i eficàcia pel seu ús mèdic, i diverses guies mèdiques han recomanat el seu ús com una teràpia efectiva i segura per a l'artrosi. El comitè Task Force of the European League Aganinst Rheumatism (EULAR) ha garantit que el nivell de toxicitat de la glucosamina sulfat és de 5 en una escala de 0 a 100, i recentment la guia OARSI (OsteoArthritis Research Society International) d'artrosi de genoll i maluc també va confirmar les seves condicions d'excel·lent seguretat Les guies de la European League Against Rheumatism recomanen la glucosamina.

## Biodisponibilitat i farmacocinètica
Dos estudis recents han confirmat que la glucosamina és biodisponible, i eficaç tant sistemàticament com en el punt concret d'acció després de l'administració oral del sulfat de glucosamina cristal·lí en pacients osteoartrítics. Les concentracions de glucosamina en estat estacionari al plasma i al líquid sinovial es van relacionar amb els tractaments efectius en estudis seleccionats in vitro.
La biodisponibilitat de la glucosamina sulfat està al voltant del 20%.

## Farmacodinàmica

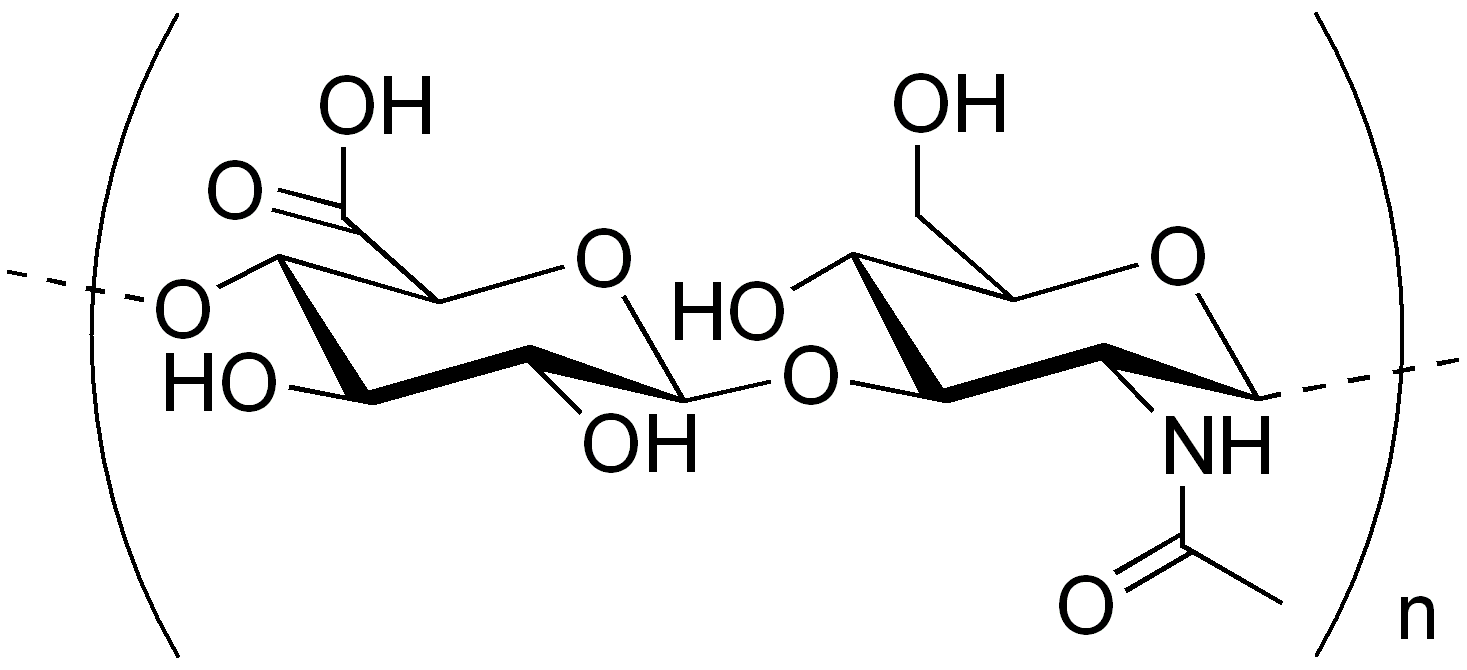
Subunitat disacàrida de l'àcid hialurònic.